# یواس‌اس ماناتی (ای‌او-۵۸)
یواس‌اس ماناتی (ای‌او-۵۸) (به انگلیسی: USS Manatee (AO-58)) یک کشتی بود که طول آن ۵۵۳ فوت (۱۶۹ متر) بود. این کشتی در سال ۱۹۴۴ ساخته شد.